# Vladimirs Petrovs
Vladimirs Petrovs (oroszul: Владимир Михайлович Петров, Riga, 1907. szeptember 27. - Kotlasznál, 1943. augusztus 26.) lett sakkozó.

## Életrajza
1934-ben Fricis Apšenieksszel holtversenyben, 1935-ben és 1937-ben egyedül megnyerte a lett sakkbajnokságot. Országa csapatában játszott mind a hét hivatalos sakkolimpián 1928 és 1939 közt. Egyéni sakkolimpiai eredménye egy aranyérem volt 1931-ben Prágában és egy bronz 1939-ben Buenos Airesben.
Miután 1940-ben a Szovjetunió elfoglalta Lettországot, Petrovs - bár nem békélt meg a megszállással - más lett sakkozókhoz hasonlóan játszott a szovjet bajnokságban. 1940-ben 10. lett, 1941-ben Rigában holtversenyben harmadik. Számos nagyon erős szovjet versenyen végzett a második helyen.
Az 1941. június 22-én kitört háborúban, Németország elfoglalta Lettországot, Petrovs nem tudott hazatérni otthon maradt feleségéhez és lányához a Szovjetunióból. Gyanús személy volt, akit sakkeredményei sem mentették meg: 1942. augusztus 31-én a hírhedt 58-as törvénycikk alapján letartóztatták, mert kritizálta a lett életszínvonalat. Tízéves javító-nevelő munkatáborra ítélték. Soha többé nem került elő. Csak 1989-ben derült ki, hogy 1943. augusztus 26-án  Kotlasz város mellett tüdőgyulladásban meghalt, 36 évesen.

## Fordítás
Ez a szócikk részben vagy egészben  a   Vladimirs Petrovs című angol Wikipédia-szócikk ezen változatának fordításán alapul.  Az eredeti cikk szerkesztőit annak laptörténete sorolja fel. Ez a jelzés csupán a megfogalmazás eredetét és a szerzői jogokat jelzi, nem szolgál a cikkben szereplő információk forrásmegjelöléseként.